# 利斯莫尔 (新南威尔士州)
利斯莫尔（英語：Lismore, County Waterford）是澳大利亞新南威爾斯州有著亞熱帶氣候的小城市，是澳大利亚東沿海的主要城鎮之一；人口28,720（2018年）。

## 教育
南十字星大學的校總區位於本市，今為澳大利亞提供遠程教學排名第七大的高等學府。

## 夜生活
利斯莫尔與地處澳洲最東部的拜倫灣比鄰。當地的溫瑟姆飯店（Winsome Hotel）是個同性戀人於夜晚聚會的著名地點。鄰近的夜店「The One」與「The Standard」也同樣著名。此外，從週四至週六，南十字星大學的「大學酒吧」則有為數眾多的大學生在此歡聚和跳舞。而在中央商業區（CBD）則有許多專為一般社會人士所開設的社交型夜店。

## 地方美食
如果觀光客欲享用一頓美好的晚餐，在橋街（Bridge street）的「兩千頭牛餐廳」（20,000 cows restaurant）會是個絕佳的好去處。而「Fire in the Belly」比薩餐廳則是於2006年榮獲「澳大利亞最佳披薩大獎」的著名餐館。此外，本市由於鄰近咖啡豆產區，所以市區的咖啡館多採用當地所生產的咖啡，以利地方經濟。

## 友好城市
- 日本大和高田市
- 美国歐克雷爾
- 爱尔兰利斯莫尔
- 印度尼西亞望加锡